# سكوت فرانكل
سكوت فرانكل (بالإنجليزية: Scott Frankel)‏ هو ملحن أمريكي، ولد في 6 مايو 1963.

## وصلات خارجية
- سكوت فرانكل على موقع IMDb (الإنجليزية)
- سكوت فرانكل على موقع قاعدة بيانات برودواي على الإنترنت (الإنجليزية)